# Кулкарни, Сонали
Со́нали Кулка́рни (хинди सोनाली कुलकर्णी, англ. Sonali Kulkarni; род. 3 ноября 1974 года, Пуна, Махараштра) — индийская актриса, снимающаяся в фильмах на маратхи, хинди, гуджарати и английском языках. В 2002 году получила специальный приз жюри Национальной кинопермии Индии за роль в короткометражном фильме Chaitra.

## Биография
Сонали Кулкарни родилась 3 ноября 1974 года в Пуне (штат Махараштра, Индия) в семье инженера. У Кулкарни есть два брата — Сандип и Сандеш.
Сонали дебютировала в кино в 1990 году. Всего Кулкарни приблизительно сыграла в более 50-ти картинах на различных языках Индии. Стала лауреатом премий National Film Awards (2002), а также Filmfare Awards (1997) и Screen Awards (2005) в секции фильмов на маратхи.
Первый брак Сонали с режиссёром Чандракантом Кулкарни окончился разводом. С 24 мая 2010 года Кулкарни замужем за Начикетом Пантвайдья. У супругов есть дочь — Кавери Пантвайдья (род.18.10.2011).